# Alberto Agüero
Alberto Agüero (n. 1945), creador, intérprete y pedagogo argentino.En el año 1986, fue ganador de los premios “Molière” al mejor director teatral, “Estrella de Mar” a la Mejor obra musical y Mejor Dirección, “José María Vilches” al Mejor Espectáculo y “Laurel de Plata” a la personalidad teatral del año.
Estos premios fueron obtenidos por su obra "El Circo de Alberto Agüero".
Otras obras: La Cremallera de Alberto Agüero, Portal Nocturno.Net, Lo que vendrá, La Kermesse, Gestos y Tap, Mime And Tap Dance Extravaganza, Tap Dancing Show, Drama para un cuchillo solamente, Absurdos y Conos.
Alberto Agüero contribuyó a la difusión que tuvo el Tap Dance en la Argentina en los años 80.